# スィノプ沖海戦
スィノプ沖海戦（スィノプおきかいせん）は、第一次世界大戦中の1914年12月22日にスィノプ沖の黒海上でロシア帝国海軍黒海艦隊とオスマン帝国海軍とのあいだに発生した海戦である。巡洋艦 1 隻ならびに艦隊水雷艇 4 隻からなる優勢なロシア帝国側斥候艦隊がオスマン帝国の巡洋艦 1 隻を追撃したが、オスマン帝国艦は反撃を加えつつ逃走に成功した。

## 概要

### 前景
1914年末、オスマン帝国海軍第 2 戦隊所属の 3 隻の巡洋艦、すなわち軽巡洋艦「ミディッリ」、防護巡洋艦「ハミディイェ」、水雷巡洋艦「ベルキ・サトヴェト」は、トラブゾンまでオスマン帝国軍部隊と武器を輸送すべしという任務を授かった。この任務を遂行するためには、 3 隻はロシア艦隊が睨みを利かせる黒海東部を通過しなければならなかった。
ところが、「ベルキ・サトヴェト」は12月20日、ボスポラス海峡口においてロシア帝国海軍が半月ほど前に敷設していた機雷原に掛かって触雷破損した。その修理のため、「ベルキ・サトヴェト」は戦争終結まで活動できない状況になった。それでも作戦は中止されず、「ミディッリ」と「ハミディイェ」はそれぞれ独立して作戦を遂行するよう指令を受けた。
一方、ロシア帝国黒海艦隊は傍受した敵方の無線通信を誤読し、 7 隻の輸送船からなる軍部隊輸送船団すべてがイスタンブールから黒海へ向けて出港すると断定した。この船団を迎撃するため、黒海艦隊は12月21日、艦隊主力部隊、すなわち戦列艦 5 隻、巡洋艦「パーミャチ・メルクーリヤ」ならびに「カグール」、「アルマース」、艦隊水雷艇 10 隻をセヴァストーポリから出撃させた。
ロシア艦隊は、ケレンペ岬とトラブゾンにかけてのオスマン帝国沿岸部で輸送船団を襲撃する作戦であった。しかし、この海域では敵船を見つけることができず、翌22日にはセヴァストーポリへ向かう帰路に就いた。艦隊はアナトリア沿岸域を遊弋し、艦隊からは敵船団を求めて偵察分遣隊が分派された。水雷分艦隊長ならびに巡洋艦戦隊長である A・G・ポクローフスキイ海軍少将の提督旗を掲げた旗艦の巡洋艦「パーミャチ・メルクーリヤ」（艦長 M・M・オストログラーツキイ 1 等佐官）と、第 1 艦隊水雷艇隊所属の 4 隻の艦隊水雷艇、すなわち水雷戦隊長 M・P・サーブリン 1 等佐官の長官旗を掲げた旗艦「グネーヴヌイ」（艦長 V・N・チェルカーソフ 2 等佐官）、「ヂェールスキイ」（艦長 E・S・モラース 2 等佐官）、「ベスポコーイヌイ」（艦長 A・V・ザルードヌイ 1 等佐官）、「プロンジーチェリヌイ」（艦長 V・N・ボルスーク 2 等佐官）からなる斥候艦隊である。しかし、この艦隊が見つけたのは敵の大船団ではなく、巡洋艦「ハミディイェ」だったのである。

### 戦闘の推移
同日正午頃、スィノプ沖西方を航行していた「ハミディイェ」（艦長 K・V・ムヒッディン海軍大尉）はロシア帝国の斥候艦隊を発見した。敵艦隊が圧倒的に優勢であるのを見るや「ハミディイェ」は回頭し、安全なボスポラス海峡のある西へ全速で走り出した。これに気付いた「パーミャチ・メルクーリヤ」は、麾下の 4 隻の艦隊水雷艇を率いてこれを追撃した。とりわけ、艦隊水雷艇は「ハミディイェ」の最大航行速度に匹敵する 22 kn の速度で追い駆けた。ロシア艦隊の残りの艦船も全速力でこれに続いたが、続いて発生した戦闘には参加できなかった。
13時頃、 60 鏈程度の距離から「ハミディイェ」と「パーミャチ・メルクーリヤ」は互いに砲撃を開始した。ロシア艦隊は、進行方向右舷 45 度の方角へ砲撃を行った。
戦闘中、「ハミディイェ」は「パーミャチ・メルクーリヤ」ならびに艦隊水雷艇からの命中弾を受けた。一方、「ヂェールスキイ」にも敵砲弾が命中し、備砲が爆発して士官 1 名が死亡、水兵 5 名が負傷した。これにより、「ヂェールスキイ」は一時戦線を離脱せざるを得なくなった。
砲火を交えつつ「パーミャチ・メルクーリヤ」は「ハミディイェ」を半ノット上回る速度でこれを追い駆けたが、ついに敵艦を捉えることができなかった。16時00分には、艦艇は降雨帯に入り、互いに互いを見失った。視界の悪化に加え「パーミャチ・メルクーリヤ」は機関故障を生じて減速、結局ロシア艦隊は16時頃に追撃を中止した。こうして、「ハミディイェ」は完全に不利な状況にも拘らず逃げ切ったのである。

### 結果
戦闘が行われた12時45分から16時00分まで、「ハミディイェ」は船尾の諸砲から 80 発程度の砲弾を発射した。その一方で「ハミディイェ」は、「パーミャチ・メルクーリヤ」から発射された 152 mm 砲弾 1 発を船尾部分に受けた。炸裂した砲弾の破片によって喫水線下の船体に破孔が生じたが、重大な損傷には至らず逃走に成功した。
砲戦の結果はむしろ、戦力的には優勢であったロシア側にとって極めて忌々しいものとなった。艦隊水雷艇では搭載する 102 mm 砲にそれぞれ射撃時の亀裂が生じた。「プロンジーチェリヌイ」では、中間部の 102 mm 砲で薬莢の底が破裂して点火装置が詰まってしまった。最大の被害を受けた「ヂェールスキイ」では、船尾の 102 mm 砲が爆発によって完全に破壊された。爆発によって死亡したのは、 G・G・プランソン海軍大尉であった。
セヴァストーポリへの帰還に際し状況を精査した委員会は、爆発の原因は「ハミディイェ」の発射した砲弾が装填状態にあった砲へ命中したためであると結論付けた。調査によれば、「ヂェールスキイ」の船尾の 102 mm 砲 1 基に「ハミディイェ」の主砲弾 1 発が命中し、砲弾が装填された状態にあった 102 mm 砲が爆発したということであった。誘爆のエネルギーは砲装置を完全に破壊し、甲板にもいくつかの破孔を穿った。加えて、船尾のキャプスタン、止索栓、魚雷積み込み用ダビット、ベンチレーター、舷梯、支柱と舷側支索が損傷した。また、船尾部分の接合部が喫水線部分で分離し、左舷予備船室に水漏れが生じて右舷船尾船室では火災が生じた。その近くにある士官集会室は、消火活動によって水浸しになった。人的被害は既述のとおりである。この被害により「ヂェールスキイ」は一時的に戦線を離脱したが、戦闘能力は失わなかった。
「パーミャチ・メルクーリヤ」は「ハミディイェ」より 4 年も新しく、速力は 1 kn 上回っていた。新型のタービン艦である 4 隻の「ヂェールスキイ」級艦隊水雷艇については言うまでもない。これらが 4 時間にわたってそれほど俊足ではない「ハミディイェ」を追い駆けた結果、ついに追いつくことができなかったのは理解に苦しむことであった。
ロシア艦隊はその後も遊弋を続け、 2 日後の12月24日にはオスマン帝国巡洋艦隊とトゥアプセ沖で再戦している。

### 暦
今日の日本やトルコ共和国、ロシア連邦などではグレゴリオ暦が使用されているが、ロシア帝国でもオスマン帝国でも使用されていなかった。そのため、本文ではユリウス暦に準拠した年月日を記載する。以下に記載するのは、グレゴリオ暦に換算した年月日である。
1. 1 2 3  1915年1月4日。
2. ↑  1915年初頭。
3. ↑  1915年1月2日。
4. ↑  1915年1月3日。
5. ↑  1915年1月6日。